# Ché Adams
Ché Zach Everton Fred Adams (født 13. juli 1996) er en britisk professionel fodboldspiller, som spiller for Serie A-klubben Torino og Skotlands landshold.

## Klubkarriere

### Tidlige karriere
Adams begyndte sin karriere dybt i de engelske rækker. Først med Oadby Town, og serene med Ilkeston.

### Sheffield United
Efter at have imponeret med Ilkeston var der interesse for Adams blandt professionelle klubber, og Adams skiftede i november 2014 til Sheffield United, som på dette tidspunkt spillede i League One. Adams gjorde sin professionelle debut den 16. december 2014.

### Birmingham City
Adams havde imponeret hos Sheffield United, og skiftede i august 2016 til Championship-klubben Birmingham City. Adams debutsæson var dog en svær en for Birmingham, som blev fanget i en nedrykningsduel. Det kulminerede på sæsonens sidste kamp, som Birmingham skulle vinde, ellers rykkede de ned. Adams scorede her kampens eneste mål, og Birmingham overlevede nedrykning.
Adams var over de næste sæsoner en essentiel del af holdet.

### Southampton
Adams havde tiltrukket sig opmærksomhed fra Premier League-klubber, og skiftede i juli 2019 til Southampton. Han gjorde sin debut for holdet den 10. august 2019.

### Torino
Adams skiftede i juli 2024 til italienske Torino.

## Landsholdskarriere
Adams er født i England til en far fra Antigua og Barbuda og en britisk mor. Han kunne dermed repræsentere England, Antigua og Barbuda, eller Skotland, som kan kunne repræsentere da hans bedsteforældre på hans mors side kommer fra Skotland.

### Ungdomslandshold
Adams spillede i 2015 2 kampe for Englands U/20-landshold.

### Seniorlandshold
Adams valgte i marts 2021 at erklære for Skotland, efter en længere periode hvor han havde afvist tilbud fra landsholdet. Adams debuterede for Skotland den 25. marts 2021. Han var del af Skotlands trup EM 2020.